# Ticket to Ride
Ticket to Ride — настільна гра британського автора Алана Муна, в якій гравці використовують залізничні шляхи у США. У 2004 році гра отримала найпрестижнішу нагороду у світі настільних ігор — Spiel des Jahres.
Алан Р. Мун вже вдруге здобув нагороду Гра року (Spiel des Jahres), після гри Elfenland у 1998 році. У 1999 році його гра Union Pacific, також із залізничною тематикою, була номінована на Гру року. Ticket to Ride має помітні схожості з Union Pacific, зокрема, ігрове поле також зображує карту Північної Америки. В Україні гру локалізує видавництво Lord of Boards.

## Опис гри
На ігровому полі зображені різні міста та маршрути, що складаються з 1 до 6 кольорових клітинок, які з'єднують два міста. Мета гри — створити залізничну мережу з маленьких пластикових вагончиків і набрати якомога більше очок. Один із способів отримання очок — це використання маршрутів. Щоб використати маршрут, гравець повинен розіграти стільки карт вагонів відповідного кольору, скільки клітинок містить маршрут, і розмістити на кожній з цих клітинок один зі своїх вагончиків. Очки, які отримує гравець, залежать від довжини маршруту: чим довший маршрут, тим більше очок він приносить. (Наприклад, маршрут із 1 клітинки приносить 1 очко, а маршрут із 6 клітинок — 15 очок.) Інший спосіб отримати очки — це виконання карт завдань. На картах завдань зображені два міста, які потрібно з’єднати своєю залізничною мережею. На початку гри кожен гравець отримує 3 такі карти і обирає принаймні 2 з них, які хоче залишити. Також гравець може під час гри витягнути 3 нові карти завдань, з яких має залишити принаймні одну. Кожен гравець тримає свої карти завдань у секреті до кінця гри. За кожну виконану карту завдання гравець отримує вказану на ній кількість очок, яка залежить від відстані між містами. За кожну карту завдання, яка не була виконана, гравець втрачає вказану кількість очок. Однією з труднощів є те, що маршрути, які використовують інші гравці, стають недоступними, що змушує гравців прокладати об’їзні шляхи або навіть не виконувати завдання.
Гравці ходять по черзі. Коли гравець ходить, він повинен виконати одну з наступних дій:
- взяти карти вагонів — або дві випадкові карти з колоди, або дві певні карти кольору (або одну райдужну карту = джокер) з п'яти відкритих карт вагонів
- використати маршрут
- взяти нові карти завдань

Кожен гравець починає з 45 вагончиків. Як тільки в кінці свого ходу у гравця залишиться 2 або менше вагонів, кожен гравець отримає ще один хід. Крім того, наприкінці гри нараховуються додаткові 10 очок за найдовший безперервний маршрут.
У різних варіантах гри Ticket to Ride існують різні спеціальні правила та нові ігрові елементи. Крім того, варіанти відрізняються деталями (наприклад, кількість карт завдань, які гравець повинен витягнути та залишити, або бонуси наприкінці гри). Два приклади нових ігрових елементів — це пороми та тунелі, які вперше з'явилися у грі Ticket to Ride: Європа. Для використання поромів потрібно розіграти карти локомотивів (які є джокерами для будь-якого кольору). Тунелі додають елемент випадковості. Щоб використати тунельний маршрут, гравець має витягнути три верхні карти з колоди вагонів. Якщо серед них є карти кольору маршруту, гравець повинен розіграти додаткові карти відповідного кольору, щоб завершити хід. Якщо він не може або не хоче це зробити, хід пропускається.

## Варіанти та доповнення
Протягом років було випущено різні варіанти, доповнення та промо-матеріали.

### Самостійні ігри та спеціальні доповнення
| Назва                                      | Рік випуску | Кількість гравців | Ігрове поле                | Особливості | Розширення                                                                                               |
| ------------------------------------------ | ----------- | ----------------- | -------------------------- | --- | --- |
| Ticket to Ride                             | 2004        | 2–5               | США, південна Канада       | У 2014 році вийшло ювілейне видання з великим ігровим полем та індивідуально оформленими вагончиками в металевих коробках. Це видання включає розширення «USA 1910» та «Mystery Train».                                                                          | Mystery Train (2004/безкоштовно) USA 1910 (2006)                                                         |
| Ticket to Ride: Європа                     | 2005        | 2–5               | Європа                     | Тунелі, пороми, вокзали У 2021 році вийшло ювілейне видання з великим ігровим полем та індивідуально оформленими вагончиками в металевих коробках. Це видання включає розширення «Orient Express», «Лондон-Копенгаген» та «Europe 1912», але без складів і депо. | Europe 1912 (2009) Orient Express (2015/безкоштовно) Карта завдання Лондон-Копенгаген (2017/безкоштовно) |
| Ticket to Ride Märklin                     | 2006        | 2–5               | Німеччина                  | Пасажири | |
| Ticket to Ride Скандинавія                 | 2007        | 2–3               | Скандинавія                | Тунелі, пороми. Спочатку доступна тільки у Скандинавії, з 2008 року — також у Німеччині | |
| Ticket to Ride Німеччина                   | 2012        | 2–5               | Німеччина                  | Те саме ігрове поле, що й Märklin, але з іншими картами завдань, іншими картами вагонів і без пасажирів | Німеччина 1902 (2015) З перевидання 2023 року розширення вже входить до базової гри.                     |
| Ticket to Ride Світова подорож             | 2016        | 2–5               | Карта світу / Великі озера | Кораблі, порти. Карта світу «кругла», тому корабельні маршрути з'єднують Азію/Австралію з Америкою від правого краю до лівого. | |
| Ticket to Ride: Північне сяйво             | 2022        | 2–5               | Скандинавія                | Тунелі, пороми, змінні бонусні карти Оновлена версія Ticket to Ride Скандинавія для до 5 гравців замість 3. Станом на 2024 рік ця версія випущена лише у Скандинавії.                                                                                            | |
| Ticket to Ride Legacy: Legends of the West | 2023        | 2–5               | США                        | Гра слідує прикладу інших Legacy-ігор, у яких гра змінюється від партії до партії. Наприклад, змінюються правила або ігрове поле. Які саме зміни відбудуться, залишається невідомим, поки вони не розкриються поступово.                                         | |

### Колекції карт
З 2011 року було випущено (станом на 2024 рік) 9 Колекцій карт. Це ігрові поля з власними картами завдань і, можливо, новими матеріалами (наприклад, картами ландшафтів, плитками колій або експрес-поїздами), але без карт вагонів, вагончиків і жетонів підрахунку очок. Тому для гри завжди потрібна одна з базових ігор (США, Європа або Німеччина).
| Назва                                                    | Рік випуску | Кількість гравців                            | Ігрове поле                     | Особливості |
| -------------------------------------------------------- | ----------- | -------------------------------------------- | ------------------------------- | --- |
| Колекція карт Т. 1: Командна Азія / Легендарна Азія      | 2011        | Командна Азія: 4 або 6 Легендарна Азія: 2–5  | Азія (дві різні ігрові карти)   | Командна Азія: командний режим, тунелі Легендарна Азія: пороми, гірські маршрути                                           |
| Колекція карт Т. 2: Індія / Швейцарія                    | 2011        | Індія: 2–4 Швейцарія: 2–3                    | Індія / Швейцарія               | Індія: бонус Мандали, пороми Швейцарія: тунелі Швейцарія вже виходила у 2007 році як окрема ігрова карта.                  |
| Колекція карт Т. 3: Серце Африки                         | 2012        | 2–5                                          | Африка                          | Карти ландшафтів, пороми                                                                                                   |
| Колекція карт Т. 4: Нідерланди                           | 2013        | 2–5                                          | Нідерланди                      | Плитки плати за мости |
| Колекція карт Т. 5: Сполучене Королівство / Пенсильванія | 2015        | Сполучене Королівство: 2–4 Пенсильванія: 2–5 | Велика Британія / Пенсильванія  | Сполучене Королівство: технології, пороми Пенсильванія: акції, пороми                                                      |
| Колекція карт Т. 6: Франція / Старий Захід               | 2017        | Франція: 2–5 Старий Захід: 2–6               | Франція / Західне узбережжя США | Франція: будівництво маршрутів Старий Захід: маркери міст, нові маршрути повинні бути з'єднані з поточною мережею          |
| Колекція карт Т. 6½: Польща                              | 2019        | 2–4                                          | Польща                          | З’єднання сусідніх країн Доступна тільки польською та англійською мовами.                                                  |
| Колекція карт Т. 7: Японія / Італія                      | 2019        | 2–5                                          | Японія / Італія                 | Японія: експрес-поїзди, розширені території Італія: пороми, бонуси регіонів                                                |
| Колекція карт 8: Іберія / Південна Корея                 | 2024        | 2–5                                          | Іберія / Південна Корея         | Іберія: драфт карт завдань, пороми, фестивальні карти Південна Корея: драфт карт завдань, карти експрес-поїздів, провінції |

### Міста
Станом на 2024 рік було випущено 6 варіантів Міст. У той час як для інших варіантів передбачено тривалість гри від 30 до 60 хвилин або більше, ці ігри мають менші ігрові поля з лише 15-20 фігурками (замість 45) і передбачену тривалість гри 10-15 хвилин. Замість залізничних вагончиків у гравців, наприклад, таксі чи автобуси. Це самостійні ігри, для яких не потрібна жодна з базових ігор.
| Назва                        | Рік випуску | Кількість гравців | Ігрове поле   | Ігрові фігурки        |
| ---------------------------- | ----------- | ----------------- | ------------- | --------------------- |
| Ticket to Ride Нью-Йорк      | 2018        | 2–4               | Нью-Йорк      | Таксі                 |
| Ticket to Ride Лондон        | 2019        | 2–4               | Лондон        | Двоповерхові автобуси |
| Ticket to Ride Амстердам     | 2020        | 2–4               | Амстердам     | Вози                  |
| Ticket to Ride Сан-Франциско | 2022        | 2–4               | Сан-Франциско | Трамваї               |
| Ticket to Ride Берлін        | 2023        | 2–4               | Берлін        | Трамваї, метро        |
| Ticket to Ride Париж         | 2024        | 2–4               | Париж         | Автобуси              |

### «Залишайся вдома»
У червні 2020 року під час пандемії COVID-19 на вебсайті Days of Wonder була опублікована версія Ticket to Ride – Залишайся вдома. Ігрове поле являє собою кімнати одноповерхового будинку, де маршрути з'єднують різні частини будинку. Гра розрахована на 2-4 гравців і розроблена насамперед для сімей. Як особливість було введено сімейні маршрути, які можуть виконувати кілька гравців спільно, і тоді маршрут використовується всіма гравцями, які брали участь у його виконанні.
Ця версія не продається в магазинах. Натомість гру разом із правилами, ігровим полем і новими картами завдань можна завантажити у форматі PDF з офіційного сайту та роздрукувати. Як і у випадку з Колекціями карт, для гри потрібні карти вагонів, вагончики та жетони підрахунку очок з однієї з базових ігор.

### Інші розширення
- Розширення з кубиками (2008): Карти вагонів замінюються кубиками. Це розширення можна використовувати з усіма базовими іграми.
- Alvin & Dexter (2011): Це розширення містить двох монстрів, які можуть займати міста, так що прилеглі маршрути більше не можна використовувати. Розширення сумісне з усіма базовими іграми.
- Halloween-Frachter (2012): Набір містить вагони, навантажені гарбузами, та нові вокзали, які замінюють відповідні елементи та додають грі атмосферу Гелловіну.
- Play Pink (2021): До місяця боротьби з раком грудей у жовтні 2021 року було випущено набір вагонів із рожевими потягами, включно з необхідними вокзалами для Ticket to Ride: Європа.

### Інші самостійні ігри
- Ticket to Ride – Карткова гра (2008): Карткова версія Ticket to Ride без ігрового поля
- Ticket to Ride – Моя перша подорож (2016/2017): Дитяча версія Ticket to Ride з меншими ігровими полями та спрощеними правилами. Очки не нараховуються. Замість цього перемагає гравець, який першим виконав 6 карт завдань. Ця версія спочатку вийшла в 2016 році у США під назвою First Journey з ігровим полем США. У 2017 році гра з ігровим полем Європи була видана німецькою та іншими мовами.
- Ticket to Ride – Від рейки до рейки (2021): Логічна головоломка для одного гравця від 8 років. Містить 40 головоломок, у яких потрібно переміщати локомотиви та вагони на ігровому полі, щоб досягти цільових позицій за найменшу кількість ходів.
- Ticket to Ride – Жахлива поїздка (2022): Дитяча версія на честь Гелловіну з майже ідентичними правилами, як у Ticket to Ride – Моя перша подорож.

## Цифрова версія
У 2005 році була випущена комп’ютерна версія Ticket to Ride для Windows та MacOS, яка включала варіанти гри в США, Європі та Швейцарії (ще до випуску настільної версії), а пізніше також розширення «USA 1910». Це дозволяло грати проти комп'ютерних опонентів або онлайн з іншими гравцями. Тоді в комплекті з грою Ticket to Ride: Європа йшов CD із демо-версією, яка включала лише варіант гри у США та дозволяла грати максимум проти одного комп'ютерного опонента.
У 2008 році було випущено нову перероблену версію. Згодом її було випущено для Android, iOS, Windows, MacOS та Linux і наразі продається на Steam, Google Play, в App Store та Amazon Appstore. Офіційна підтримка Linux вже припинена. Гра стандартно включає лише карту США, а варіанти «USA 1910», Європа (включно з «Європа 1912»), Німеччина, Скандинавія, Легендарна Азія, Індія, Швейцарія, Сполучене Королівство, Пенсильванія та Франція доступні як DLC або In-App-покупки.
Крім того, на сайті Days of Wonder існує також веб-версія.